# Семён Дмитриевич Друцкий
Князь Семён Дмитриевич Друцкий (ум. после 1422) — государственный деятель Великого княжества Литовского.

## Биография
Первый из князей Друцких, о котором сохранились документальные свидетельства.
В родословии Друцких он указан как сын князя Дмитрия Семеновича, сына князя Семена Михайловича. Оба известны только по именам, и сторонники версии происхождения князей Друцких от Гедимина считают отцом Семена Дмитриевича князя Дмитрия Ольгердовича, который в летописном рассказе о походе на Москву в 1372 году назван князем Друцким.
Вероятно, он участвовал в битве на Ворскле, где погибли его братья Михаил и Александр, князья Подбережские, и князь Иван Дмитриевич Киндырь, которого Ю. Вольф также считает братом Семена.
В январе 1401 года был в числе советников Витовта, подписавших Виленско-Радомскую унию. 26 января 1401 в Бирштанах дал Владиславу Ягелло запись, поклявшись после смерти Витовта быть верным королю и короне польской.
Сестра Семена княжна Александра Дмитриевна была замужем за князем Андреем Ивановичем (Ольгимунтовичем) Гольшанским. Вторую дочь от этого брака княжну Софью Андреевну князь Семен в 1422 году выдал за Владислава Ягелло.
Хроника Быховца рассказывает об этом следующее (ошибочно помещая это событие под 1401 годом, и утверждая, что Витовт и Ягайло заехали к Семену Друцкому, возвращаясь из похода на Смоленск):

И, возвращаясь обратно, приехали в Друцк и были там на обеде у князя Семена Дмитриевича Друцкого. А у короля Ягайла умерла уже третья жена, не дав потомства; и увидел он у князя Семена двух его красивых племянниц, старшую из них звали Василиса по прозванию Белуха, а другую — София. И просил Ягайло Витовта, говоря ему так: «Было у меня уже три жены, две польки, а третья немка, а потомства они не оставили. А теперь прошу тебя, высватай мне в жены у князя Семена младшую племянницу Софию, И она из рода русского и может быть бог даст мне потомство». И когда начал князь Витовт говорить о том князю Семену, князь Семен сказал так: «Государь, великий князь Витовт. Король Ягайло брат твой — коронованный и великий государь и не могло бы быть лучше моей племяннице, как за его милость выйти замуж, однако же не годится мне позорить старшую сестру ее, выдавать младшую раньше старшей, и поэтому пускай бы его милость взял старшую». И когда князь великий Витовт сообщил это королю Ягайло, тот сказал: «Сам знаю, что старшая красивее, но у нее усики, а это означает, что она девка крепкая, а я человек старый и не смею на нее покуситься». После этого князь великий Витовт, размыслив с князем Семеном, позвали к себе князя Ивана Владимировича Бельского, своего племянника, и посватали за него ту старшую сестру Василису Белуху, а Софию обручили с королем Ягайлом. А были те племянницы князя Семена дочери князя Андрея Ольгимонтовича Гольшанского. И затем король Ягайло прислал из Польши знаменитых панов, которые, забрав княжну Софию, отвезли к нему в Краков; он же устроил знаменитую свадьбу, взял ее в жены и короновал ее, и имел от нее двоих сыновей, Владислава, который позже был королем венгерским и польским, и второго, Казимира, который потом был королем польским и великим князем литовским.— Хроника Быховца. 69—71
Если признать этот рассказ достоверным, получится, что Семен Дмитриевич умер после 1422 года, хотя на государственных актах к 1420-м годам его подпись не встречается.

## Семья
Жена: N. N.
Дети:
От сыновей Семена Дмитриевича происходят все линии младшей ветви рода Друцких.
- князь Иван Друцкий Баба. Жена: Евдокия, дочь князя Андрея Всеволодовича Мезецкого. От его сыновей идут линии Друцких-Соколинских, Друцких-Коноплей, Друцких-Озерецких, Друцких-Прихабских и Бабичевых
- князь Иван Друцкий Путята (ум. после 1466), воевода смоленский. От его сыновей идут Друцкие-Горские, Путятины и Шишевские-Толочинские
- князь Михаил Друцкий Болобан (ум. 1435). Гарант соглашения Свидригайла с Ягайлом о судьбе Западного Подолья от 29 ноября 1430. В 1431 году во время Луцкой войны как сторонник Свидригайла защищал Кременец от поляков. Погиб в битве при Вилькомире
- князь Дмитрий Друцкий Секира (Зубревицкий) (ум. до 1470). Жена: Софья Ивановна (Жедивидовна), дочь князя Ивана-Жедивида Ольгердовича
- князь Василий Друцкий Красный (ум. после 1448), наместник витебский. Жена: дочь князя Льва Романовича Воротынского
- князь Григорий Друцкий. В 1422 году вместе с двумя братьями подписал договор Литвы с Тевтонским орденом. От него пошла линия Друцких-Любецких